# Asylum (албум)
Asylum е тринадесети студиен албум на американската рок група Kiss. Издаден е на 16 септември 1985 г. от Mercury Records.

## Обща информация
Това е първи албум с Брус Кулик като китарист на Kiss. Съставът Пол Стенли, Джийн Симънс, Ерик Кар и Кулик се задържа до смъртта на Кар през ноември 1991 г., докато Кулик остава с групата до събирането на оригиналния състав през 1996 г. За разлика от тежкия звук на предишните три албума, „Asylum“ е с по-лек глем рок звук.
На обложката на албума, членовете на групата са показани с цветни устни, отразяващи цветовете на соловите албуми от 1978 г.: червено за Симънс, лилаво за Стенли, синьо за Кулик (заменил Фрели) и зелено за Кар (вместо Крис). Турнето за албума включва най-голямото лого на Kiss, което групата някога е използвала, както и едно от най-големите осветителни тела. „Asylum“ е сертифициран като златен и платинен през ноември 1985 г. от RIAA.

## Състав
- Пол Стенли – вокали, ритъм китара, бас в „Tears Are Falling“
- Брус Кулик – соло китара, беквокали
- Джийн Симънс – бас, вокали
- Ерик Кар – барабани, беквокали

### Допълнителен персонал
- Жан Бувоар – бас и беквокали в „Who Wants to Be Lonely“ и „Uh! All Night“

## Песни
| 1.    | King of the Mountain   | 4:17 |
| 2.    | Any Way You Slice It   | 4:02 |
| 3.    | Who Wants to Be Lonely | 4:01 |
| 4.    | Trial By Fire          | 3:25 |
| 5.    | I'm Alive              | 3:43 |
| 6.    | Love's a Deadly Weapon | 3:29 |
| 7.    | Tears Are Falling      | 3:55 |
| 8.    | Secretly Cruel         | 3:41 |
| 9.    | Radar for Love         | 4:02 |
| 10.   | Uh! All Night          | 4:01 |
| 38:50 |                        |      |

## Позиции в класациите
| Класация (1985)      | Най-добра позиция |
| -------------------- | ----------------- |
| Австралия            | 89                |
| Канада               | 20                |
| Нидерландия          | 34                |
| Финландия            | 1                 |
| Германия             | 43                |
| Япония               | 18                |
| Норвегия             | 11                |
| Швеция               | 3                 |
| Швейцария            | 15                |
| Великобритания       | 12                |
| Billboard Pop Albums | 20                |

| Година | Класация          | Сингъл              | Позиция |
| ------ | ----------------- | ------------------- | ------- |
| 1985   | Mainstream Rock   | „Tears Are Falling“ | 20      |
| 1985   | Billboard Hot 100 | „Tears Are Falling“ | 51      |

| Година | Класация         | Сингъл              | Позиция |
| ------ | ---------------- | ------------------- | ------- |
| 1985   | UK Singles Chart | „Tears Are Falling“ | 57      |